# Comté de Powell (Montana)
Pour les articles homonymes, voir Comté de Powell et Powell.
Le comté de Powell est un des 56 comtés de l’État du Montana, aux États-Unis. En 2010, la population était de 7 027 habitants. Son siège est Deer Lodge. Le comté a été fondé en 1901.

## Géolocalisation
|                   | Comté de Flathead   |                         |
| Comté de Missoula | Comté de Powell     | Comté de Lewis et Clark |
| Comté de Granite  | Comté de Deer Lodge | Comté de Jefferson      |

## Principales villes
- Deer Lodge